# Valentin Sava

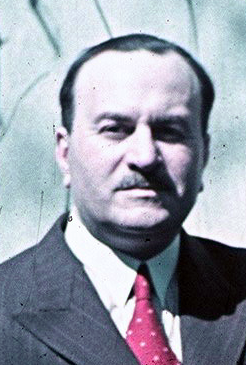
Valentin Sava în 1941

Valentin V. Sava (n. 26 martie 1895, Calafat, România – d. 25 februarie 1950, București) a fost un medic legist cu o activitate deosebită în domeniul criminalisticii.

## Biografie
Valentin Sava s-a născut pe 26 martie 1895 la Calafat-Dolj ca fiu a lui Vasile Sava și Ioana (Jeanna) Sava născută Georgescu-Mărăcine. S-a căsătorit cu Marioara Sava. Din căsătorie nu au rezultat copii. A avut un frate, dr. jur. Aurel Sava, și o soră, Stela Sava. A decedat pe 25 februarie 1950 la București. Este înmormântat la cimitirul Sf. Vineri din București.

## Studii
Și-a făcut studiile superioare la București obținând diploma de „Licențiat în medicină”. În anul 1939 își obține titlul de Doctor în Științe Medicale la București cu lucrarea Desemnuri papilare rare.

## Activitatea profesională
În Primul Război Mondial a fost pe front ca medic militar. Norocul său a devenit proverbial, după ce un obuz inamic a distrus cortul de prim ajutor din care dr. Valentin Sava tocmai ieșise.
A fost elevul prof. dr. Mina Minovici, care i-a cedat conducerea Serviciului Central de Identificare creat de dânsul. . A colaborat în deaproape cu dr. Mina Minovici și cu fratele acestuia, dr. Nicolae Minovici, la introducerea și promovarea în justiție a dactiloscopiei după metoda lui Juan Vucetich⁠(es)[traduceți]. A fost titularul catedrei de Medicină Legală la Facultatea de Medicină din București. A fost directorul Institutului de Medicină Legală „Mina Minovici” din București. În această calitate a făcut un schimb intens de experiență în domeniul criminalisticii cu organismele de specialitate din SUA și Franța.
În 1924 dr. Valentin Sava devine Șeful Serviciului de Identificare Judiciară, care se transformă în 1925 în Serviciul Central de Identificare. El publică în 1943 un Manual de dactiloscopie. Pe 26 oiembrie 1940, Valentin Sava, în calitatea sa de medic legist, a însoțit o Comisie Specială de Anchetă la închisoarea Jilava pentru identificarea osemintelor legionarilor înmormântați într-o groapă comună (printre care și Corneliu Zelea Codreanu). În anul 1949 a ținut cursuri de Criminalistică pentru funcționarii din Justiție (grefieri, etc.)

## Colaborări internaționale
A colaborat cu FBI-ul. În 1937 a primit în România vizita lui E.P. Coffey de la FBI. A urmat schimburi de corespondență cu John Edgar Hoover, pe atunci directorul Poliției din Washington și viitorul șef al FBI-ului. De asemenea a avut un schimb de experiență cu Sanié, Șeful Serviciului de Identificare din Paris.

## Asociații naționale/ internaționale
Valentin Sava a fost membru al Societății de medicină Legală din Paris (înainte de 1932) și laureat al Academiei franceze de medicină (înainte de 1932).
Din 1937 este membru al Ordinului Masonic Român  

## Publicații
- „Apropos des tumeurs chez les populations non civilisées de race noire en Afrique”, Paris, 1927, 7, Bulletin de l'Association pour l'étude de cancer (Tome XVI,  nr. 2- Février 1927,  Extrait,  Masson Cie, Paris, [6]
- „Dactiloscopia în serviciul justiției”, Revista de Drept Penal si Știința Penitenciara, Buc., 1930, 24p+1pl, [7]
- „Registrul internațional de identificare la distanță”, Buc., 1931, 14, Extras din Revista "Poliția Modernă" nr. 44, Octombrie 1929[8],
- Istoric sintetic al metodelor de identificare judiciară, Buc., 1932, 26, Extras din număr festiv al Revistei de Drept Penal și Știință Penitenciară, [9]
- La Dactyloscopie Roumaine (cu Dr. Nicolas Minovici), La Plata, 1935, 27p+2pl, Universidad La Plata,  Facultad de Ciencias Juridicas y Sociales; Museo Vucetich,  Biblioteca de la "Revista de Identificacion y Ciencias Penales",  Numero 18, [10]
- Identification par dactyloscopie d'un cadavre non embaumé,  127 jours après inhumation, Lyon, 1936, 10, Bibliothèque de la Revue Internationale de Criminalistique. B.A.L. (D)[11]
- Crima prin asfixie cu oxid de carbon (împreuna cu dr. Marius Constantinescu), Buc., 1937, 7, Extras din Revista Medico-Legală,  an II,  nr. 1,  1937 [12],
- Amnezie post-condițională cu dedublarea personalității (cu Dr. I. Stănescu), Buc., 1937, 7, Extras din Revista Medico-Legală,  an I,  nr. 3-4,  1937 [13]
- Identificarea dactiloscopica a cadavrelor (cu Dr. Marius Constantinescu), Buc., 1938, 12, Extras din Revista Medico-Legală,  an II,  nr. 3-4,  1938, [14]
- Origina semnăturii prin "punere de deget" la Români (cu Aurel Sava), Buc., 1938, Extras din Revista Medico-Legală,  an III,  nr. 1-2,  1938-39, [15]
- Desemnuri papilare rare, Buc., 1940, 15, Extras din Revista Politia Romana,  anul 5-6,  Mai-iunie 1940, [16]
- O carte de identitate specială pentru străini, Buc., 1941, 14, Extras din Revista Poliția Română,  anul 1-2,  Jan-Feb 1941, [17]
- Manual de dactiloscopie, Buc., 1943, 128, Bibl. Institutului Medico-legal prof. Dr. Mina Minovici, B.A.L (D)[18];